# Lemdou
Lemdou (auch: Lamdou, Lemdo) ist ein Dorf in der Landgemeinde Bankilaré in Niger.

## Geographie
Das von einem traditionellen Ortsvorsteher (chef traditionnel) geleitete Dorf befindet sich rund 39 Kilometer südwestlich des Hauptorts Bankilaré der gleichnamigen Landgemeinde und des gleichnamigen Departements Bankilaré, das zur Region Tillabéri gehört. Zu den Siedlungen in der näheren Umgebung von Lemdou zählen Manda im Norden, Taratakou im Südosten und Amarsingué im Westen.
Lemdou ist Teil der Übergangszone zwischen Sahel und Sudan. Die durchschnittliche jährliche Niederschlagsmenge beträgt hier zwischen 400 und 500 mm. Beim Dorf erstreckt sich ein großer Teich, die Mare de Lemdou.

## Geschichte
Am 23. August 2022 flüchteten 15 Haushalte aus Lemdou in die Stadt Téra, nachdem eine bewaffnete Gruppe das Dorf überfallen und drei Personen getötet hatte. Am 15. und 16. Oktober 2023 kam es um Lemdou im Zuge einer Operation der Streitkräfte Nigers gegen Terroristen zu Kampfhandlungen. Dabei starben sechs Soldaten und 31 Terroristen. 18 weitere Soldaten wurden verletzt. Bei einer Razzia der staatlichen Sicherheitskräfte im Dezember 2024 wurden in Lemdou sieben Kriminelle getötet, zwei weitere verhaftet und deren 200 Säcke umfassendes Lager mit Lebensmitteln, Waffen, Munition und Motorrädern zerstört.

## Bevölkerung
Bei der Volkszählung 2012 hatte Lemdou 1434 Einwohner, die in 161 Haushalten lebten. Bei der Volkszählung 2001 betrug die Einwohnerzahl 499 in 58 Haushalten und bei der Volkszählung 1988 belief sich die Einwohnerzahl auf 1084 in 113 Haushalten.

## Wirtschaft und Infrastruktur
In Lemdou wird ein Wochenmarkt abgehalten. Der Markttag ist Mittwoch. Viehzüchter nutzen die Gegend beim Dorf für ihre Herden. Mit einem Centre de Santé Intégré (CSI) ist ein Gesundheitszentrum im Ort vorhanden. Das nigrische Unterrichtsministerium richtete 1996 gemeinsam mit dem Welternährungsprogramm der Vereinten Nationen zahlreiche Schulkantinen in von Ernährungsunsicherheit betroffenen Zonen ein, darunter eine für Nomadenkinder in Lemdou. In der Regenzeit ist das Dorf wegen des schlechten Straßenzustands oft für mehrere Tage von der Außenwelt abgeschnitten.